# Yo soy la Juani
Yo soy la Juani (2006) es una película dirigida por Bigas Luna y protagonizada por Verónica Echegui y Dani Martín.

## Argumento
La Juani (Verónica Echegui) es una chica de extrarradio que decide escapar de su entorno desestructurado buscando la oportunidad de triunfar como actriz. Por ello toma la decisión de irse a Madrid con su mejor amiga (Laya Martí) y dejando atrás todo, incluyendo a su posesivo novio Jonah (Dani Martín). Quiere triunfar a base de su cuerpo, cueste lo que cueste.
Grabada en Tarragona (en el barrio Bonavista) y Madrid.

## Citas
«Voy a ser actriz y que nadie lo dude porque lo conseguiré, que quede muy claro, porque Yo soy la Juani».

## Premios
51.ª edición de los Premios Sant Jordi
| Categoría                         | Persona          | Resultado |
| --------------------------------- | ---------------- | --------- |
| Mejor actriz en película española | Verónica Echegui | Ganadora  |

XXI edición de los Premios Goya
| Categoría               | Persona          | Resultado |
| ----------------------- | ---------------- | --------- |
| Mejor actriz revelación | Verónica Echegui | Nominada  |

## Banda sonora original
1. Gasolina, sangre y fuego - Haze
2. Número uno - Ruido
3. Por la noche - Mala Rodríguez
4. Guetto girl - Dilema
5. Pure morning - Placebo
6. Como en un mar eterno - Hanna (cantante)
7. Move - Redrama
8. La niña - Mala Rodríguez
9. La Juani - Facto delafé y las flores azules
10. Tu gatita - JMP
11. Lágrimas - Nikita vs. Ruido
12. Pasan las luces - Facto delafé y las flores azules
13. Deal - Chirie Vegas
14. Duro - Choco Bros
15. La potenzia pa tu carro - Haze

## Reparto
| Intérprete                 | Personaje                  |
| -------------------------- | -------------------------- |
| Verónica Echegui           | Juani Jurado               |
| Dani Martín                | Jonah                      |
| Laya Martí                 | Vane                       |
| Gorka Lasaosa              | Nacho                      |
| José Chaves                | Padre Juani                |
| Mercedes Hoyos             | Madre Juani                |
| Ferran Madico              | Productor Olavarría        |
| Marcos Campos              | Marcos                     |
| Manuel Santiago            | Raúl Futbolista            |
| Benito Sagredo             | Capi                       |
| Gaëlle Diego               | Loles                      |
| María González             | Jessi                      |
| Joana López                | Nadia                      |
| Abraham de Torres          | Lumi                       |
| William Miller             | Dani                       |
| Carlos Olalla              | Cirujano                   |
| Ismael Navarro             | Japo                       |
| Ariel Casas                | Profesor Teatro            |
| Haze                       | Haze                       |
| Mala Rodríguez             | Mala Rodríguez             |
| Esteban Mihalik            | Camarero Bar Barrio        |
| Jaume Maruny               | Recepcionista Pensión      |
| Flora Álvarez              | Mujer Agencia              |
| Marianne Maili             | Elizabeth Kasson           |
| José Catalán               | Chico Teatro Alfil         |
| Alejandro Campos           | Encargado Karting          |
| Mari Franç Torres          | Encargada Peluquería       |
| Berta Errando              | Recepcionista Productora   |
| Josep Sandoval             | Periodista                 |
| Begoña Cardelús            | Alumna Camisa              |
| Jofre Borràs               | Recepcionista Hotel Lujo   |
| Trifon Maynon              | Graffitero                 |
| Xavier Oliach              | Graffitero                 |
| Javier Montáñez            | Mecánico Tuner             |
| Ángel Martín Llavería      | Mecánico Tuner             |
| Alberto Villén             | Mecánico Tuner             |
| Lluís Burch                | Breaker                    |
| Marc Rovira                | Breaker                    |
| Pol Fruitós                | Breaker                    |
| Aina Lanas                 | Breaker                    |
| Elena Carvajal             | Breaker                    |
| Juan Luis Alconada         | Breaker                    |
| David López                | Breaker                    |
| Xènia Tiurín               | Breaker                    |
| Verónica Bascuñana         | Amiga Nadia                |
| Isabel Hernández-Bronchud  | Amiga Nadia                |
| Marta Moreno               | Amiga Nadia                |
| Antonia Pérez              | Amiga Nadia                |
| Álvaro Arnaiz              | Amigo Japo                 |
| Raúl Castillo              | Amigo Japo                 |
| Juan Carlos Gómez          | Amigo Japo                 |
| Javier Radua               | Amigo Japo                 |
| Marco Díaz                 | DJ                         |
| Yaga Sangareau             | Chica Buenorra             |
| Rafael Alexander           | Reaggetones                |
| Yanneys Cabrera            | Reaggetones                |
| Luis Romero                | Reaggetones                |
| Yannia Portes              | Reaggetones                |
| Sonia Castillo             | Reaggetones                |
| Marga Martín               | Reaggetones                |
| Ingrid Viñas               | Reaggetones                |
| Cristóbal Rodríguez        | Conductor Camión           |
| Graeme Harrison            | Conductor Camión           |
| Cristina Mora              | Peluquería                 |
| Francisco Yerpes           | Peluquería                 |
| Meruyn Nicholson           | Tatuador                   |
| Francesco Capodicasa       | Tatuador                   |
| Javier Matías              | Tatuador                   |
| Amalio Martínez            | Perseguidor                |
| Juan Carlos Caballero      | Perseguidor                |
| Romina Cocca               | Enfermera Alianza Estética |
| Carles Francino            | Futbolista                 |
| Jose Masegosa              | Futbolista                 |
| Pedro Calvo                | Futbolista                 |
| Pedro Montero              | Futbolista                 |
| Enric Vallés               | Futbolista                 |
| Marc Albiol                | Futbolista                 |
| Oriol Durich               | Futbolista                 |
| Ángel Martínez             | Fotógrafo Fiesta           |
| Camilo Parra               | Relaciones Públicas Fiesta |
| Vivi Cuenca                | Chica Casting              |
| Carmen Chaves              | Prostituta                 |
| Vanesa de la Haza          | Prostituta                 |
| Elka Mocker                | Prostituta                 |
| Pilar Morillo              | Prostituta                 |
| Patricia Reyes             | Prostituta                 |
| Mili                       | Prostituta                 |
| Albert Grabuleda Capdevila | Chico Bar                  |
| Jesús Lloveras             | Chico Bar                  |
| Piero Verzello             | Camarero Fiesta            |